# Manchester Society for Women's Suffrage
La Manchester Society for Women's Suffrage, dont le but était d'obtenir pour les femmes les mêmes droits de vote pour les femmes et les hommes, est fondée à Manchester en janvier 1867 par Ursula Mellor Bright et Jacob Bright.

## Historique
L'association modifie son intitulé lorsqu'elle s'affilie à d'autres organisations pour le droit de vote des femmes. Ainsi, elle devient la Manchester National Society for Women's Suffrage (MNSWS) en novembre 1867 lorsqu'elle rejoint les sociétés de Londres et d'Édimbourg au sein de la National Society for Women's Suffrage. Puis, en 1897, avec environ 500 autres sociétés de suffrage, le MNSWS s'affilie à la National Union of Women's Suffrage Societies (NUWSS) et prend le nom de North of England Society for Women's Suffrage. Enfin, en 1911, elle devient la Manchester Society for Women's Suffrage.
La société ouvre un bureau au 28 Jackson's Row en 1868 puis s'installe en 1887 sur la John Dalton Street.

## Membres de la société
- Margaret Ashton
- Annot Robinson
- Helena Swanwick